# Gregory Kelly

Wappen von John Gregory Kelly als Weihbischof in Dallas

John Gregory Kelly (* 15. Februar 1956 in LeMars, Iowa, USA) ist ein US-amerikanischer römisch-katholischer Geistlicher und Bischof von Tyler.

## Leben
Gregory Kelly empfing am 15. Mai 1982 das Sakrament der Priesterweihe für das Bistum Dallas.
Am 16. Dezember 2015 ernannte ihn Papst Franziskus zum Titularbischof von Jamestown und bestellte ihn zum Weihbischof in Dallas. Der Bischof von Dallas, Kevin Farrell, spendete ihm am 11. Februar des folgenden Jahres die Bischofsweihe. Mitkonsekratoren waren der emeritierte Erzbischof von Santa Fe, Michael Jarboe Sheehan, und Weihbischof John Douglas Deshotel.
Papst Franziskus bestellte ihn am 20. Dezember 2024 zum Bischof von Tyler. Die Amtseinführung erfolgte am 24. Februar 2025.